# David Hewson
David Hewson s-a născut în 9 mai 1953 și este un autor britanic contemporan de romane din seria mister. Prima carte din această serie, având în centru ofițeri de poliție din Roma, conduși de tânărul detectiv și iubitor de artă, Nic Costa, este A season for the Dead, 2003, publicată de edituri din Marea Britanie, SUA, Europa și Asia. Romanul de debut al autorului, Shanghai Tunder, a fost editat de Robert Hale, în Marea Britanie, în 1986, iar a doua lucrare a fost scrisă în Spania și a fost distinsă cu premiul W H Smith Fresh Talent pentru cel mai bun roman din 1996. Filmul realizat după această carte, în 2002, se numește Semana Santa. În afară de asta, Hewson a scris mai multe romane de sine stătătoare, incluzând Lucifer’s Shadow și The Promised Land, precum și a doua parte din serialul audio al romanului The Chopin Manuscript, cu Lee Child și alți 13 co-autori, pentru site-ul audiobook Audible.com. În iunie 2012, Hewson a început să scrie triologia The Kiling, adaptarea pentru televiziune fiind difuzată pe Danish TV.
Hewson a părăsit școala la 17 ani și s-a angajat la un cotidian în nordul Angliei. Mai târziu a fost reporter de știri, business și informații externe la The Times și editor la The Independent, când s-a lansat în domeniul scrisului. Din 2009, este membru al International Thriller Writers Inc. În 2008, Hewson și naratorul Saul Reichlin au obținut premiul pentru cel mai bun audiobook, carte digitală, din Marea Britanie, cu lucrarea The Sacrament. Anul următor, al șaselea roman cu Nic Costa, intitulat The Garden of Evil¸ a câștigat premiul acordat de American Library Association, pentru cea mai bună ficțiune din seria mister.
Iată ce scria autorul evidențiind unele aspecte biografice: „Pe de altă parte, mi-am petrecut întreaga viață câștigându-mi pâinea în lumea scrisului. Am părăsit școala la 17 ani pentru a deveni reporter la Scaraborough Evening News, unul dintre cele mai mici ziare de știri din țară. În următoarele două decenii am lucrat pentru The Times, Independent și Sunday ca ziarist. Dar dorința de a scrie romane nu m-a părăsit niciodată. A doua carte a mea, Semana Santa, azi retipărită cu titlul Death in Seville, a apărut în 1995 și apoi a fost adaptată pentru cinematografie, cu Mira Sorvino în rolul principal. În 2011, împreună cu cel mai bun prieten al meu, A.J. Hartley, am debutat în domeniul audiobook cu adaptarea după Macbeth, narațiunea aparținând lui Alan Cumming. Pe urmă am realizat Hamlet, Prince of Denmark, narator fiind Richard Armitage. După ce am scris 11 cărți cu acțiunea în Italia, nouă avându-l ca erou pe tânărul detectiv roman Nic Costa, am plecat la Copenhaga pentru noi trei adaptări pentru televiziune ale romanelor din trilogia The Killing. În proiect mai am o nouă serie de cărți a căror acțiune se desfășoară în Amsterdam, prima lucrare fiind The House of Dolls, deja tipărită. Locuiesc în apropiere de Canterbury, în Kent.“

## Romane
- Shanghai Thunder (1986)
- Semana Santa (retipărită cu titlul Death in Seville
- Epiphany (1997)
- Solstice (1998)
- Native Rites (1999)
- Lucifer’s Shadow (ediție revizuită reintitulată The Cemetery Of Secrets) (2001)
- The Promised Land (2007)
- The Killing: Book One (2012)
- The Killing: Book Two (2013)
- The Killing: Book Three (2014)
- Carnival for the Dead (2012)
- Seria Nic Costa
- A Season for the Dead (2003)
- The Villa of Mysteries (2004)
- The Sacred Cut (2005)
- The Lizard’s Bite (2006)
- The Seventh Sacrament (2007)
- The Garden of Evil (2008)
- Dante's Numbers (ediție revizuită The Dante Killings în SUA) (2008)
- The Blue Demon (City Of Fear în SUA) (2009)
- The Fallen Angel  Cut (2005)
- The Lizard’s Bite (2006)
- The Seventh Sacrament (2007)
- The Garden of Evil (2008)
- Dante's Numbers (ediție revizuită The Dante Killings în SUA) (2008)
- The Blue Demon (City Of Fear în SUA) (2009)
- The Fallen Angel (2011)
- Antologii
- The Chopin Manuscript (cu Jeffery Deaver, Lee Child și alții, serial Audible audio (2007)
- Non-fiction
- Saved (2007).(2011)
- Antologii
- The Chopin Manuscript (cu Jeffery Deaver, Lee Child și alții, serial Audible audio (2007)
- Non-fiction
- Saved (2007).

## The House of Doll
Un thriller din colecția iceberg fiction, policier, de acțiune, care împletește derularea evenimentelor din cadrul unei investigații referitoare la o răpire și o presupusă crimă cu elemente caracteristice relațiilor de viață, de familie și de dragoste.
Prezentare titlu:
Pieter Vos a fost cândva unul dintre ofițerii de poliție de vârf din Amsterdam. Dar succesul lui pe plan profesional se năruie când fata lui de zece ani dispare și se bănuie că a fost răpită, apoi ucisă de un sindicat organizat al crimei, ca răzbunare pentru acțiunile lui Vos. În următorii doi ani de la această întâmplare, el locuiește într-o ambarcațiune locuibilă, dar dărăpănată, pe Prinsengracht, unul dintre multele canale ale capitalei suedeze, în apropiere de Jordaan. Și cea mai mare parte a zilei și-o petrece în Rijksmuseum, holbându-se la o casă a păpușilor, istorică, despre care el presupune că ar avea legătură cu cazul fiicei lui.
Laura Bakker, un detectiv de provincie, fără experiență, îl vizitează. Îi spune că fata unui important politician local, pe numele ei Katja Prins, a dispărut în circumstanțe similare ca în cazul lui Anneliese. În compania neîndemânaticei și incomodei Baker, Vos începe să investigheze, însă se pomenește implicat în viața detectivei. O viață care, crede el, a lăsat-o în urmă. Totuși, el speră cu fiecare clipă ca destinul să-i scoată în cale un indiciu cât de mic despre soarta lui Anneliese, fata pentru care se învinuiește că a pierdut-o...